# Kronotskaja Sopka

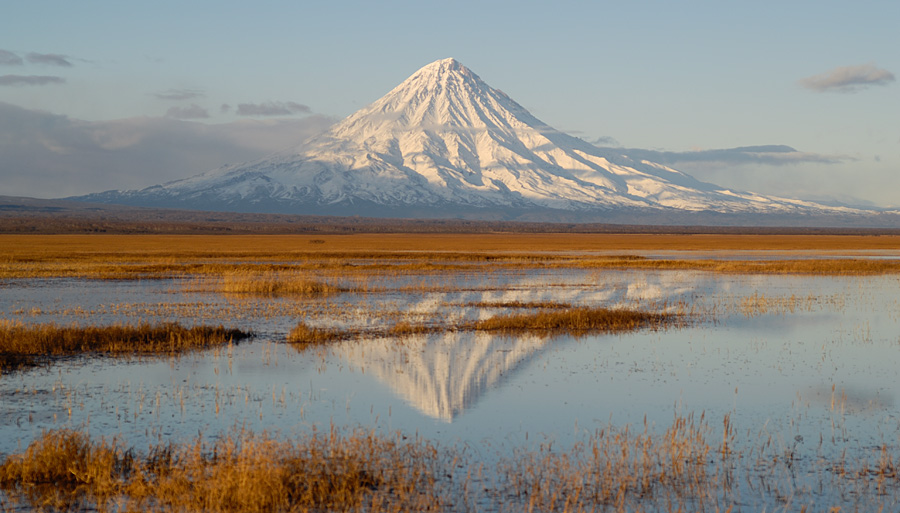
de Kronotskaja Sopka

De Kronotskaja Sopka (Russisch: Кроноцкая сопка) of Kronotski (Кроноцкий) is een grote actieve stratovulkaan aan de oostkust van het Russische schiereiland Kamtsjatka, die een typische symmetrische vorm heeft, vergelijkbaar met de Japanse vulkaan Fuji en de Filipijnse vulkaan Mayon. De top van de krater bevat een vulkanische plug en is bedekt met ijs. De vulkaan wordt als een van de meest pittoreske vulkanen van Kamtsjatka beschouwd. De vulkaan vormt met een hoogte van 3528 meter het hoogste punt van het gelijknamige biosfeerreservaat zapovednik Kronotski en het op drie na hoogste punt van Kamtsjatka na de Kljoetsjevskaja Sopka, de Ploski Tolbatsjik en de Itsjinskaja Sopka.
In de vulkaan bevinden zich veel fumaroles, die met name bij de laatste uitbarsting in 1923 van zich deden spreken. In de 20e eeuw vonden enkele zwakke freatische uitbarstingen plaats.
De vulkaan is opgebouwd uit een complex van vooral basaltische en andesiete slakken, lava en as. Aan de noordzijde en vooral aan de zuidoost- en zuidwestflanken van de vulkaan bevinden zich sintelkegels.
De lagere hellingen van de vulkaan zijn bedekt met Siberische dwergden en Ermans berk, hogerop bevinden zich gletsjers en sneeuwvelden. Aan de voet van de westhelling bevindt zich het Kronotskojemeer en in de buurt van de vulkaan ligt de Vallei van de Geisers.